# Løkken Station (Norge)
|  | Ikke at forveksle med Løkken Station i Danmark og Løken Station i Norge. |
Løkken Station (Løkken stasjon) er en jernbanestation på Thamshavnbanen, der ligger i Meldal kommune i Norge. Den ligger ved byområdet Løkken Værk, hvor der var minedrift fra 1654 til 1987, fra 1891 med svovlkis. Banen åbnedes i 1908-1910 med henblik på at transportere kisen til udskibning i Thamshavn.
Stationen åbnede 15. august 1910, da banen officielt blev forlænget dertil fra Svorkmo. I praksis havde der dog været person- og godstrafik til Løkken siden oktober 1908. Stationen blev nedlagt 30. april 1963, da al trafik på banen med undtagelse af transporten af svovlkis fra Løkken Værk til Thamshavn blev indstillet. Den trafik blev indstillet 30. maj 1974. I 1983 begyndte der at køre veterantog på Thamshavnbanen med Løkken som endestation.
Den første stationsbygning blev opført til åbningen i 1908 efter tegninger af Finn Knudsen men blev senere solgt og flyttet. Den anden opførtes i 1936. I 1986 blev stationsbygningen fra Fannrem flyttet til Løkken og benyttet som stationsbygning for veteranbanen indtil 2000. I 2001 blev stationsbygningen fra 1936 taget i brug igen, mens bygningen fra Fannrem blev til restaurant.